# Употребление крови в пищу
Употребление крови в пищу — потребление кулинарных блюд, в которых в качестве одного из ингредиентов (или основного ингредиента) выступает кровь; чаще всего это мясные блюда. Употребление крови в пищу распространено во многих странах и у многих народов мира: в Танзании, Корее, Китае, многих странах Европы (например, шварцзауэр на Севере Германии), а также является важным компонентом рациона эскимосов. Кровь в качестве «добавки» к мясным блюдам широко используется в кулинарии; другие примеры использования — в качестве загустителя для соусов и консервирования солений в период продовольственного дефицита.
К «кровяным блюдам» относятся также кровяная колбаса и кровяной суп, в том или ином виде присутствующий во многих европейских и азиатских кухнях (Таиланд, Ирландия, Финляндия, Испания). Часто для приготовления пищи такого рода используется кровь только что забитых животных. У племени масаи в Африке существует традиция потребления в пищу крови скота, смешанной с молоком; кровь берётся у живых животных путём нанесения маленькой ранки в области горла. Потребление этого блюда является частью важных ритуалов, таких как рождение ребёнка или обрезание. В Тибете национальным блюдом является загустевшая кровь яка.
В некоторых религиях, в том числе в исламе, иудаизме (Лев. 17:12—13) употребление крови в пищу запрещено. Католическая церковь разрешает употребление крови примерно с XII столетия, в православии запрет сохраняется (см. Деян. 15:29).